# Pip Hare
Pour les articles homonymes, voir Hare.
Pip Hare, née à Londres le 7 février 1974, est une navigatrice britannique. Elle participe à son premier Vendée Globe en 2020, à la barre de Medallia, premier Imoca du nom. Elle finit 19e sur 33. Elle est qualifiée pour le Vendée Globe 2024-2025, qu'elle va courir à la barre du deuxième Medallia.

## Biographie

### Jeunesse et formation
Elle naît à Londres, au Royaume-Uni, le 7 février 1974. Sa mère, Mary, est physiothérapeute. Son père, John, est médecin. Elle a deux sœurs aînées et un frère cadet. Elle grandit dans l'Est-Anglie, à Huntingdon, loin de la mer. Mais son grand-père possède à Waldringfield, sur la rivière Deben, un Nordic Folkboat (en) en bois. Toute la famille y embarque durant les vacances. C'est de la navigation pour le plaisir, sans le moindre esprit de compétition. Par la suite, les parents achètent un Moody 33. À 16 ans, Pip suit une formation de jeune skipper à la Royal Yachting Association. Elle y acquiert sens marin, principes de navigation, goût des responsabilités et une véritable obsession pour la voile.
Le récit des navigations de Peter Blake la fait rêver de voyages lointains et d'aventure. Elle regrette cependant que cela soit réservé aux hommes. Mais, en 1991, à 17 ans, elle suit la course d'Isabelle Autissier dans le BOC Challenge : la Française devient la première femme à réaliser un tour du monde en solitaire et en compétition. C'est le déclic. Pip Hare renonce à suivre des études supérieures et décide de faire de la mer son métier.
Elle part s'installer sur la côte est. À 18 ans, elle obtient son diplôme de skipper. Elle se partage dès lors entre l'enseignement de la voile et les convoyages, notamment aux Caraïbes. En 1996, l'un de ses convoyages la mène en Nouvelle-Zélande. Elle y enseigne la voile, fait du charter sur un ancien voilier de course et prend goût à la compétition.
Revenue en Angleterre, elle participe à de nombreuses courses au large en équipage. Puis elle part avec son compagnon à bord de The Shed, un Oyster Lightwave 395, pour un périple de cinq ans autour de l'Atlantique. Son compagnon étant sujet au mal de mer, elle s'initie par la force des choses à la navigation en solo.

### Carrière
À 35 ans, elle effectue sa première course transatlantique en solitaire,. À la barre du 39 pieds Cazenove Capital, elle s'aligne dans l'Ostar 2009, transat promotionnelle entre Plymouth et Newport. Elle termine 16e sur 31. Elle vit un certain temps en France, où elle se forme notamment au Mini. Elle participe à la Mini Transat en série, en 2011 (17e sur 46) et en 2013 (16e sur 53). Elle écrit régulièrement dans Yachting World (en). En 2013, elle écrit et présente pour ce magazine une série de vidéos YouTube intitulée Sail Faster Sail Safer. La même année, à 39 ans, elle obtient un Bachelor of Arts en linguistique à l'Open University.

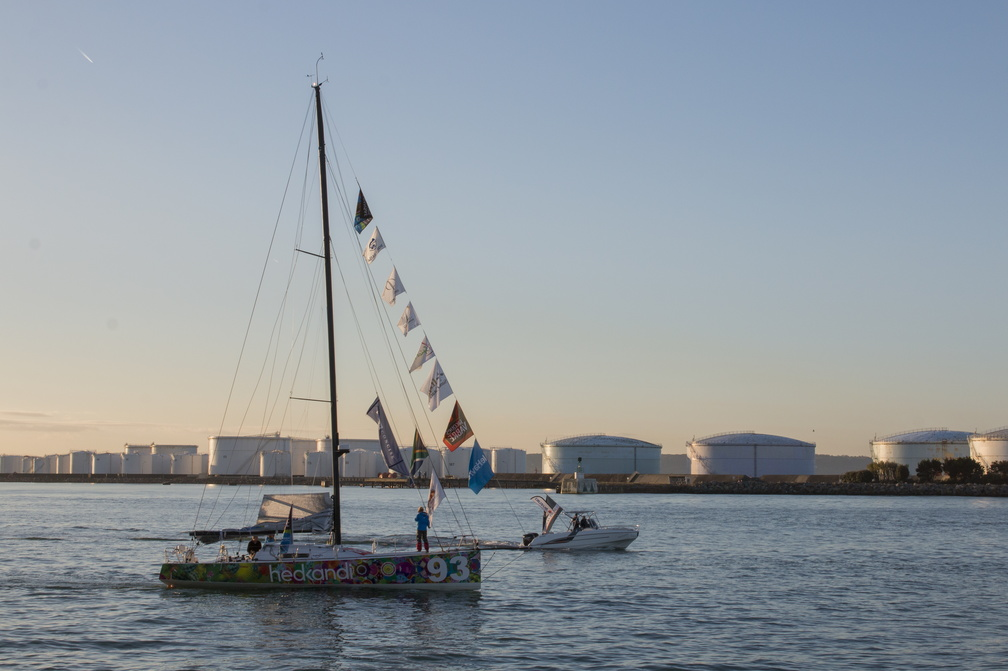
Quittant Le Havre, le Class40 Concise 2 de Phillippa Hutton-Squire et Pip Hare se dirige vers la ligne de départ de la Transat Jacques-Vabre 2015.

En 2014 et 2015, elle travaille au département Sécurité en mer de la Royal National Lifeboat Institution. Pour entretenir sa forme, elle court et termine quatre ultra-marathons,. Lasse d'un travail de bureau, elle renoue avec le monitorat de voile et les compétitions. Elle dispute la Transat Jacques-Vabre 2015, en double avec Phillippa Hutton-Squire, à bord du Class40 Concise 2, qui termine 9e sur 14.
En 2016, elle mène la première équipe féminine victorieuse en temps réel de la Three Peaks Yacht Race (en), épreuve d'endurance combinant parcours de 390 milles marins à la voile et fell running sur trois monts, à pied (43 kilomètres) et à vélo (116 kilomètres), avec 4 300 mètres de dénivelé. Comme cette épreuve n'a jamais été terminée par un team de moins de cinq équipiers (trois marins et deux grimpeurs), Hare décide de la courir à deux, en 2017, avec Charles Hill. Ils sont les premiers à ne pas se répartir les rôles : ils naviguent en duo et effectuent les montées et descentes ensemble, dormant huit heures en près de quatre jours. Ils terminent 2es en temps réel. Cette année-là Hare entame, toujours par correspondance, un master en psychologie qu'elle devra mettre en pause par la suite, pour cause de préparation du Vendée Globe 2020.

#### 2018
En avril 2018, elle se fracture le bassin dans un accident de bicyclette. Elle ne retrouve qu'en décembre une complète mobilité. Loin de se laisser abattre, elle puise dans cette épreuve un regain d'énergie. Son projet de Vendée Globe est relancé inopinément en cette fin d'année. Elle reçoit un mail lui proposant la location de l'Imoca Superbigou, un plan Rolland construit par son premier skipper Bernard Stamm, mis à l'eau en 2000, et qui a déjà quatre tours du monde à son actif. L'expéditeur du mail est l'Estonien Jaanus Tamme, le nouveau propriétaire du bateau, qui l'a déjà loué à Alan Roura pour le précédent Vendée Globe.

#### 2019
En janvier 2019, elle démarre sa campagne « sans rien, absolument rien […] en partant de zéro ». Elle doit contracter un emprunt personnel auprès de sa banque. En février, elle prend Superbigou en location pour deux ans,. C'est un bateau à dérives droites, « fort et robuste », simple à mener techniquement, mais exigeant de gros efforts physiques de la part de son skipper,. Hare quitte son emploi de monitrice de voile. Elle établit sa base à Poole, dans le Dorset. Elle s'entoure d'une équipe de quinze bénévoles à temps partiel et lance une collecte de fonds pour couvrir les frais de fonctionnement. Elle prévoit un budget de l'ordre de 1,5 million d'euros, un des plus serrés de la flottille Imoca. En mai, à la barre de Superbigou, elle termine 15e sur 17 de la Bermudes 1000 Race.
Puis Superbigou devient Pip Hare Ocean Racing, du nom du team. En août 2019, à son bord, Pip Hare et Paul Larsen (en) courent la Fastnet Race. Le premier jour, une transition s'installe, la marée s'inverse. La plupart des monocoques, dans l'espoir d'un peu de vent de sud-ouest promis par les fichiers météo, sont descendus au centre de la Manche,. Ils y restent encalminés, tandis que Hare a compris très tôt que dans cette transition le courant allait être aussi important que le vent. Elle reste au nord, longe la côte pour saisir les bons courants de marée, faisant de l'ouest pour profiter du flux le plus longtemps possible sous spinnaker — n'ayant pas de gennaker,,. C'est ainsi que ce soir-là le plus ancien bateau de la flottille Imoca se retrouve leader non seulement des Imoca, mais de tous les monocoques, y compris les 70 pieds, le 88 pieds Rambler et le 100 pieds Scallywag,. En milieu de nuit, les grands monocoques rattrapent logiquement Hare et Larsen. Mais, au cap Lizard, ceux-ci mènent toujours devant les Imoca. Ce n'est qu'en fin de matinée, à l'approche des îles Scilly, que deux Imoca, Charal et Banque populaire X, parviennent à les dépasser. Pip Hare Ocean Racing termine la course 13e, sur 20 Imoca,.
En novembre, Pip Hare et Ysbrand Endt finissent 24es sur 29 Imoca dans la Transat Jacques Vabre.

#### Vendée Globe 2020-2021
Le financement du projet Vendée Globe se fait grâce à la collecte de fonds, grâce à trois partenaires et grâce à un groupement d'entreprises locales qui soutient le projet par des versements mensuels. Mais, en début d'année 2020, il manque à Hare 590 000 euros pour pouvoir continuer. Son manque de confiance en elle la dessert dans la quête de partenaires. Elle se voit déjà au bord de la banqueroute, lorsqu'un sponsor se manifeste de lui-même en mai 2020, durant le confinement lié au covid-19 : Medallia, une entreprise de traitement de données, dont le CEO Leslie Stretch est un navigateur passionné et un admirateur de Hare. Hare peut clore sa collecte de fonds. Elle embauche un boat captain expérimenté. Le bateau devient Medallia, premier du nom.
Le départ  du Vendée Globe est donné le 8 novembre 2020. Medallia est le deuxième plus ancien des 33 Imoca,. Après des débuts prudents, Hare est 30e aux Açores. Puis elle entame une remontée. Elle est 22e aux îles Canaries, 18e au cap de  Bonne-Espérance, 17e au cap Leeuwin, 15e au point Nemo. Medallia est un bateau spartiate. Il n'y a pas de bannette : la navigatrice dort à même le sol. Le cockpit n'est protégé ni par le rouf, qui est peu saillant, ni par une grande casquette : « C’était une expérience beaucoup plus physique et brutale que sur les autres bateaux, je pense, parce qu’il fallait que j’aille au pied de mât pour prendre des ris dans ma grand-voile par exemple. Cela me demandait trois allers-retours entre le cockpit et le mât. Chaque fois que je voulais regarder une voile ou la régler dans le Grand Sud, je devais enfiler un ciré et sortir dehors, en prenant la force de toutes les vagues. Donc cela demandait une motivation bien plus grande. » Le 7 janvier 2021, toujours 15e, elle doit remplacer le safran bâbord dans des conditions rudes, sur une mer chaotique, prouesse qui suscite l'admiration des autres concurrents. « Chaque partie de mon corps me fait mal, dit-elle après avoir réussi. J’ai les articulations ensanglantées sur chaque doigt, des bleus sur toutes mes jambes et j’ai découvert des muscles dont j’ignorais l’existence, mais oui le nouveau safran est en place et Medallia est de retour dans le jeu. »
« La remontée de l’Atlantique, reconnaît-elle, a été beaucoup plus difficile, stratégiquement et émotionnellement, parce que je ne m’y étais pas suffisamment préparée. Il y a beaucoup à apprendre sur cet état de fait. » Les déboires ne l'épargnent pas, mais elle fait front à chaque fois avec combativité. Elle est piquée par une physalie . À l'approche de l'arrivée, elle subit une avarie de vérin de quille. Le 12 février 2021, après 95 jours, 11 heures, 37 minutes et  30 secondes de course, elle termine 19e sur 33. Tant auprès des connaisseurs que du grand public, elle reste « la révélation, » de cette édition grâce à « son style enthousiaste, son énergie, son émotion sans mise en scène et sa joie de vivre ».
En mars 2021, elle rapporte Superbigou à son propriétaire. Son sponsor Medallia lui renouvelle sa confiance. En mai, elle acquiert le foiler Bureau Vallée de Louis Burton. Le bateau devient Medallia, deuxième du nom,,,.

#### 2022
En mai 2022, elle termine 17e sur 24 de la Bermudes 1000 Race. En juin, elle se classe 13e sur 25 dans la Vendée-Arctique. En août, elle remporte en tant que skipper la Sevenstar Round Britain and Ireland Race. Le 21 octobre 2022, elle établit un record féminin en solitaire des 60 pieds dans le tour de l'île de Wight.
Dans la Route du Rhum, après avoir débordé l'archipel des Açores, elle est seule à prendre une option nord. Cela lui permet de continuer à bénéficier de vents soutenus, tandis que ses concurrents s'empêtrent dans les calmes. Ce choix lui fait cependant passer un nouveau front, après en avoir déjà passé quatre. Et, cette fois, elle déchire sa grand-voile, sous le premier ris. Elle procède à une réparation de fortune, mais elle doit dans les six derniers jours de course utiliser la voile prudemment, la réduisant très tôt dès que le vent monte. Elle tient à disposer de toute sa toile dans les vents faibles du contournement de la Guadeloupe. Malgré tout, son option est la bonne : elle gagne une dizaine de places en trois jours. Elle est 10e à la Tête à l'Anglais, avec sept milles d'avance sur ses poursuivants, Romain Attanasio et Sébastien Marsset. Mais, à une trentaine de milles de l'arrivée, elle est freinée dans le dévent de la Soufrière, ce qui permet à Attanasio de la dépasser. Elle est ensuite doublée par Marsset dans les virements de bord du canal des Saintes. Déçue par ce dénouement, elle finit 12e sur 38 Imoca.

#### 2023

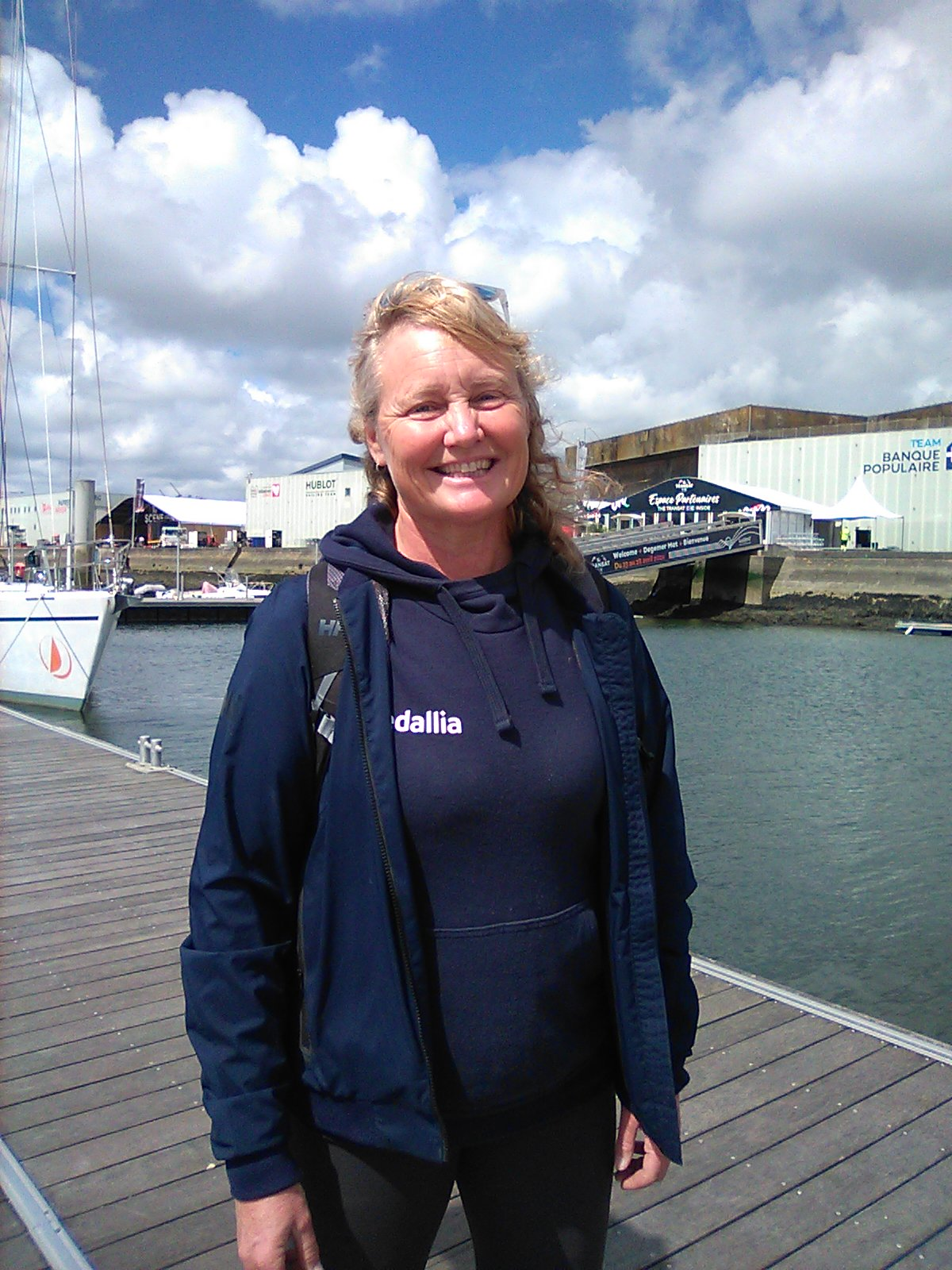
À Lorient, en avril 2024.

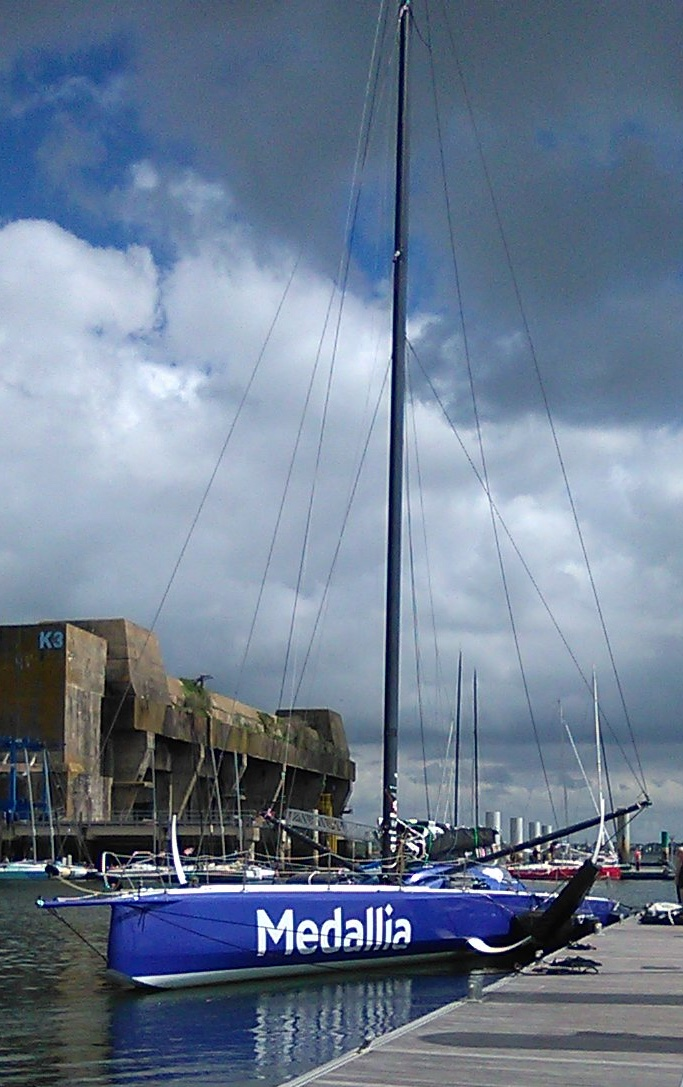
À Lorient, en avril 2024, le deuxième Medallia avec sa nouvelle étrave et ses grands foils de 2023.

Durant le premier semestre 2023, Medallia est en chantier pour recevoir des foils plus grands et une nouvelle étrave. Toute la structure est renforcée,,,,.
En juillet, en double avec Nick Bubb, Pip Hare finit 26e sur 29 Imoca dans la Fastnet Race,. La fin d'année est préoccupante pour Hare, qui peut toujours compter sur le soutien de Medallia, mais qui perd deux de ses partenaires en raison de difficultés dans leurs secteurs d'activité. En novembre, dans la Transat Jacques-Vabre, toujours avec Bubb, elle se classe 12e sur 40 Imoca.
En décembre dans le Retour à la Base, course en solitaire, Pip Hare se classe 11e sur 32.

#### 2024
En juin 2024, elle finit 9e sur 28 de la New York-Vendée-Les Sables-d'Olonne. Sa participation à cette course est la dernière étape de sa qualification pour le Vendée Globe. Hare est maintenant qualifiée, et prend le départ de la compétition le 10 novembre 2024 aux Sables-d'Olonne. Le 16 décembre 2024, à la suite d'un démâtage, elle est contrainte d'abandonner après un mois et six jours de course.

## Palmarès
- 2009. 16e sur 31 dans l'Ostar 2009 (transat promotionnelle en solitaire de Plymouth à Newport), à la barre du 39 pieds Cazenove Capital, en 23 j 14 h 5 min[7]

- 2011. 17e sur 46 série dans la Mini Transat, à la barre de The Potting Shed 743[9]

- 2013
  - 16e sur 53 série dans la Mini Transat, à la barre de The Potting Shed[9]
  - 10e sur 20 de la Normandy Channel Race, à bord du Class40 Phesheya Racing, en double avec la Sud-Africaine Phillippa Hutton-Squire (par la suite Phillippa Cavanough)[48]

- 2015. 9e sur 14 Class40 dans la Transat Jacques Vabre, à bord de Concise 2, en double avec Phillippa Hutton-Squire[11]

- 2019. 6e de la Rorc Caribbean 600 en tant qu'équipière à bord du Class40 Hydra 149, skippé par Henrik Bergesen[11]

### À la barre de l'Imoca GBR 77
- 2019
  - 15e sur 17 de la Bermudes 1000 Race, à la barre de l'Imoca Superbigou GBR 77[18]
  - 10e dans le tour de l'île de Wight, à bord de Superbigou, à la tête d'un équipage, en 10 h 42 min 27 s[5]
  - 13e sur 20 Imoca dans la Fastnet Race, à bord de Pip Hare Ocean Racing GBR 77, en double avec Paul Larsen (en)[22]
  - 24e sur 29 Imoca dans la Transat Jacques Vabre, à bord de Pip Hare Ocean Racing, en double avec Ysbrand Endt, en 18 j 5 h 11 min 43 s[23]

- 2020-2021. 19e sur 33 du Vendée Globe, à la barre du premier Medallia GBR 77 en  95 j 11 h 37 min 30 s[27]

### À la barre du deuxième ImocaMedallia
- 2022
  - 17e sur 24 de la Guyader Bermudes 1000 Race[32]
  - 13e sur 25 de la Vendée-Arctique[33]
  - 1re en temps réel[34] et 1re sur 2 Imoca[42], dans la Sevenstar Round Britain and Ireland Race
  - 12e sur 38 Imoca dans la Route du Rhum en 13 j 8 h 38 min 12 s[38]

- 2023
  - 26e sur 29 Imoca dans la Fastnet Race, en double avec Nick Bubb[43]
  - 12e sur 40 Imoca dans la Transat Jacques-Vabre, en double avec Nick Bubb, en 13 j 17 h 42 min 56 s[41]
  - 11e sur 32 du Retour à la Base, en 10 j 21 h 41 min 14 s[44]

- 2024.
  - 9e sur 28 de la New York-Vendée-Les Sables-d'Olonne, en 12 j 23 h 44 min 22 s[45]
  - Abandon suite dématage du Vendée Globe [47]

## Records
Record féminin solo des 60 pieds dans le tour de l'île de Wight, en 4 h 48 min 38 s, le 21 octobre 2022